# 게일 킴
게일 킴(Gail Kim, 1977년 2월 20일 ~ )는 캐나다의 여자 프로레슬링선수다. 그는 캐나다 온타리오주 토론토 출신이며, 한국계 캐나다인이다. 현재는 결혼후 WWE를 떠나 TNA에서 활약중이다. 키는 163cm 몸무게는 57kg이고 피니시 무브는 에어 레이드 크러시, 플라잉 드레곤, 잇 디피트, 해피엔딩 4가지를 사용하고 시그네처 무브는 더블니 페이스 브레이커, 드레곤 슬레퍼, 플라잉 미사일 드롭킥을 주로 사용한다.

## 챔피언 경력
- FC 위민스 챔피언 1회
- IWR 다이아몬드 챔피언 1회
- WWE 위민스 챔피언 (구 버전) 1회
- ABC 위민스 챔피언 1회
- TNA 넉아웃 챔피언 7회
- TNA 넉아웃 태그팀 챔피언 1회 - 메디슨 레인 (1회)
- 2016년 TNA 명예의 전당 헌액자